# Marcieux
Marcieux település Franciaországban, Savoie megyében. Lakosainak száma 237 fő (2022. január 1.). Marcieux Gerbaix, Meyrieux-Trouet, La Motte-Servolex, Nances, Novalaise, Saint-Pierre-d’Alvey és Verthemex községekkel határos.

## Népesség
A település népességének változása:
| Lakosok száma | 170  | 163  | 182  | 190  | 204  | 213  | 225  | 235  | 237  |
|               | 2013 | 2015 | 2016 | 2017 | 2018 | 2019 | 2020 | 2021 | 2022 |